# Rosario Flores
Rosario Flores, il cui vero nome è Rosario del Carmen González Flores (Madrid, 4 novembre 1963), è un'attrice e cantante spagnola.

## Biografia
Figlia della celebre ballerina e attrice Lola Flores e del musicista Antonio González, è la sorella minore dell'attrice e cantante Lolita Flores e del cantautore Antonio Flores. Già da piccola si affaccia al mondo del cinema interpretando piccoli ruoli in pellicole spagnole e in serie televisive.Dal1992 con la pubblicazione dell'album de ley si dedica principalmente alla musica riscuotendo successo in Spagna e in Latinoamericani. Ha vinto due latin grammy per gli album "muchas flores" e "De mil colores" e un latin grammy all'eccellenza musicale.
Secondo Music Producers of Spain, ha dodici dischi di platino e tre dischi d'oro. Nel corso della sua carriera ha venduto più di 2 milioni di dischi. Nel 2020 ha ricevuto la Medaglia d'Oro al Merito nelle Belle Arti .Ha all'attivo dodici album come cantante e ha composto canzoni per diversi film. Tra le pellicole di cui è interprete si ricorda Parla con lei di Pedro Almodóvar.Nel corso degli anni è stata diverse volte giudice di vari talent come la voz Kids. È sposata con Pedro Lazaga e ha due figli 

## Discografia

### Album
- 1992 - De ley
- 1994 - Siento
- 1996 - Mucho por vivir
- 1999 - Jugar a la locura
- 2001 - Muchas flores
- 2003 - De mil colores
- 2006 - Contigo me voy
- 2008 - Parte de mí
- 2009 - Cuentame
- 2011 - Raskatriski
- 2013 - Rosario
- 2016 - Gloria a ti
- 2021- Te lo digo todo y no te digo na
- 2024 - Universo de ley

### Raccolte
- 2009 - Grandes na          itos en directo
- 2009 - Mientras me quede corazón: Grandes éxitos

### Colonne sonore
- 2009 - Cuéntame

### Singoli
- 1984 - Pienso en ti
- 1992 - Mi gato
- 1992 - Sabor, sabor
- 1992 - Escucha, primo
- 1993 - De ley
- 1994 - Yo te daré
- 1994 - Estoy aquí
- 1996 - Qué bonito
- 1996 - Mucho por vivir
- 1997 - A tu lado
- 1997 - Quiero cantar
- 1999 - Jugar a la locura
- 1999 - Dime cómo es
- 2001 - Muchas flores
- 2001 - Cómo quieres que te quiera
- 2001 - Al son del tambor
- 2002 - Agua y sal
- 2003 - Aguanta ahí
- 2003 - De mil colores
- 2004 - Juras de samba (con Carlinhos Brown)
- 2006 - El beso (contigo me voy)
- 2006 - Mientras me quede corazón
- 2006 - En el mismo lugar
- 2008 - Algo contigo
- 2008 - No dudaría
- 2009 - El sitio de mi recreo (con Antonio Carmona)